# La supplente
La supplente è un film italiano del 1975 diretto da Guido Leoni.
Il film ebbe un seguito, La supplente va in città (1979), diretto da Vittorio De Sisti, ancora con Carmen Villani come protagonista.

## Trama

Dayle Haddon e Eligio Zamara

In un liceo romano arriva da Modena, in sostituzione della professoressa di scienze deceduta improvvisamente per arresto cardiaco, una giovane e provocante supplente che manda subito in ebollizione l'intero istituto, soprattutto Stefano Baldesi, il più sfacciato ed intraprendente di tutti. Ma purtroppo Loredana non ne vuole sapere del suo giovane studente: preferisce concedersi al vacuo professore di ginnastica.

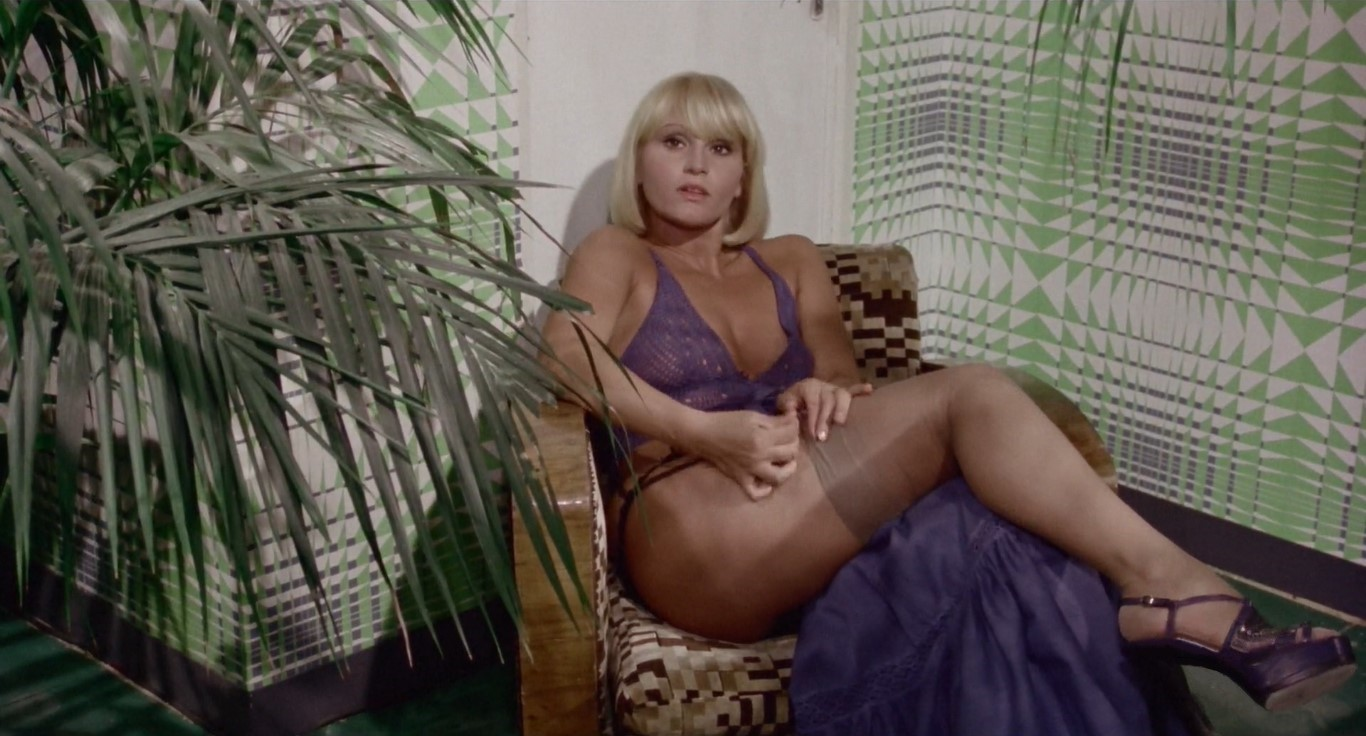
Una scena con Carmen Villani

Sonia, la sorella più giovane dell'insegnante, assiste intenerita ai tenaci ed inutili assalti romantici del ragazzo, innamorandosene. Approfittando quindi di un malinteso telefonico, s'inserisce tra i due seducendo Stefano, che ricambia ben volentieri le attenzioni della bella ragazza.
Loredana, scoperta la relazione, non sopporta di aver perso il suo migliore corteggiatore, di essere stata scavalcata e messa da parte; decide quindi di concedersi a lui per una sola volta, per puntiglio; non manca però di punirlo comunque rimandandolo a settembre.
L'estate passerà quindi con l'allegra comitiva tutta riunita: Sonia con il fidanzato Stefano che prende ripetizioni da Loredana, che, a sua volta, si svaga con il muscoloso nuovo supplente di ginnastica.

## Produzione
La sceneggiatura fu scritta nel 1972 dal regista Guido Leoni in collaborazione col figlio Sandro. La parte ottenuta da Dayle Haddon era inizialmente stata offerta a Sabina Ciuffini e a Elisabetta Viviani, le quali rifiutarono a causa delle scene di nudo richieste. Un personaggio importante, nel ruolo di una giovane che impartisce lezioni di moralità a Stefano, era destinato a Gabriella Farinon, costruitole «su misura» dal regista e dal produttore dopo aver visto le immagini di nudità dell'attrice apparse sulla rivista Playboy.
Alcuni quotidiani riportarono la notizia di Sabina Ciuffini che additava il film come pornografico.
(Guido Leoni)
(Carmen Villani)
Le riprese ambientate nella scuola furono girate nel liceo classico Ennio Quirino Visconti per gli esterni, mentre gli interni nel museo civico di zoologia di Roma.
Alessandro Metz lavorò in qualità di aiuto regista, mentre Mimmo Cattarinich fu il fotografo di scena.

## Censura

Eligio Zamara interpreta il co-protagonista Stefano. Questo sarà uno dei soli due film a cui prenderà parte

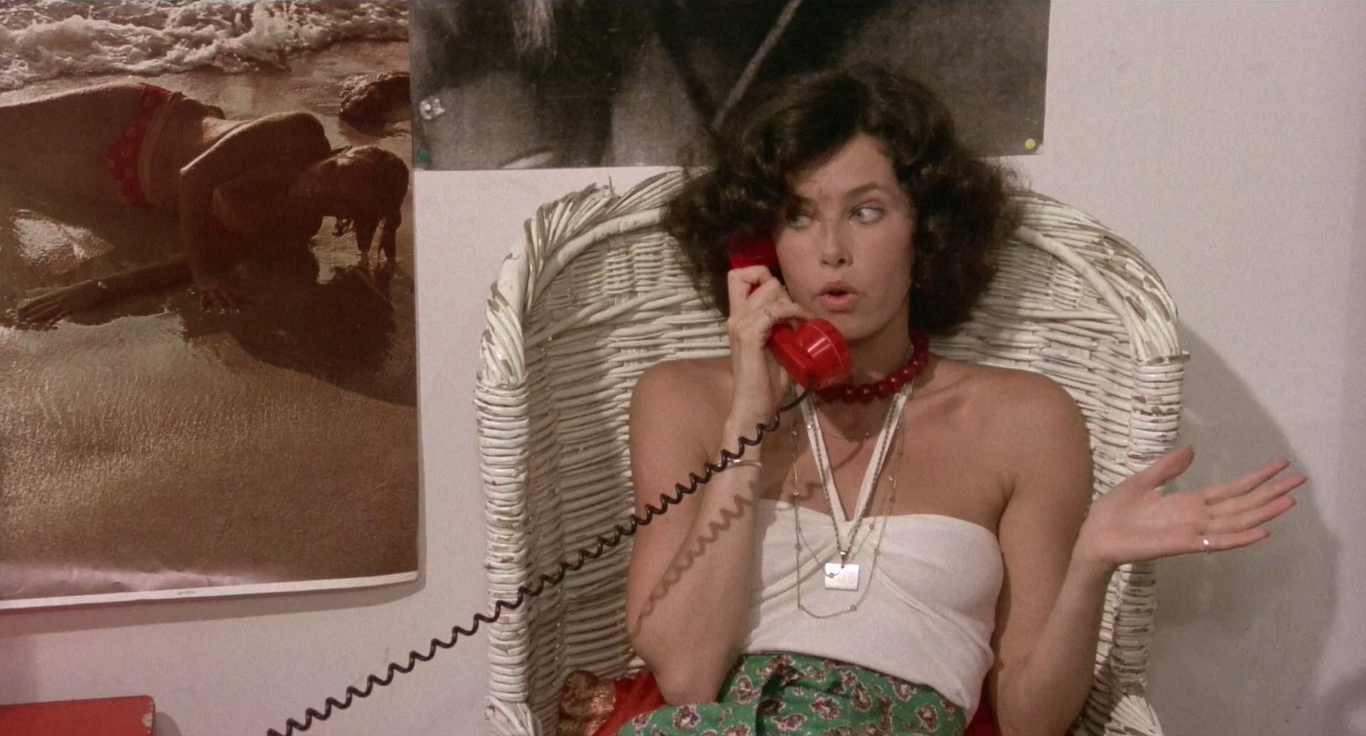
Dayle Haddon interpreta Sonia, sorella di Loredana

La pellicola subì 3 tagli. per un totale di 29,50 metri, per volere della Commissione di revisione cinematografica:
1. Alleggerimento dell'incontro erotico a tre nella palestra;
2. Alleggerimento dell'amplesso fra il professore di ginnastica e la supplente;
3. Alleggerimento dell'amplesso tra Stefano e la supplente.

Il film fu inoltre vietato ai minori di 18 anni poiché la commissione "considera che il film, anche dopo i tagli intervenuti, mantiene egualmente delle connotazioni espressive relative a scene erotiche ed a battute volgari, tali da renderlo controindicato alla sensibilità dei predetti minori degli anni 18".
Nella seconda revisione avvenuta nel 1985, al fine di eliminare ogni divieto e poter essere trasmesso in televisione, furono apportati ulteriori tagli, per un totale di 206,70 metri di pellicola:
1. Eliminazione della battuta di un ragazzo all'interno della scuola: «Per me si è fatto una sega» (1,60 metri);
2. Eliminazione della scena di Stefano che fa l'amore con due sue compagne (14,40 m.);
3. Eliminazione della scena di Stefano e Silvia che fanno l'amore in casa di lei (20,90 m.);
4. Eliminazione della scena all'interno del laboratorio di scienze in cui Loredana, toccando Stefano tra le gambe esclama: «Ma tu... ma tu sei un uomo! Alt... un momento, prima di tutto" (9,20 m.);
5. Eliminazione della scena all'interno del laboratorio di scienze in cui Loredana e Stefano fanno l'amore (45,40 m.);
6. Eliminazione della scena dell'accoppiamento tra Loredana e il professore di ginnastica sul letto di lei (28,90 m.);
7. Eliminazione della scena dell'accoppiamento tra Stefano e Sonia susseguente alla danza nella stanza di lei (48,10 m.);
8. Eliminazione della scena dell'accoppiamento tra Loredana e Stefano nella parte finale del film (37,20 metri).

La censura colpì anche la locandina pubblicitaria: in quella della prima edizione si vedeva Stefano che coglie di sorpresa la supplente da dietro mettendole entrambe le mani sui seni; inoltre si nota la donna indossare un reggicalze; nella locandina censurata le mani dell'alunno sono invece posizionate in alto, mentre il reggicalze scompare.

## Distribuzione
Il film fu distribuito nei cinematografi il 10 ottobre 1975. Il giorno seguente il film fu sequestrato a Roma e dal 13 in tutta Italia, ritenuto «spettacolo osceno».
Il 22 gennaio 1976 il tribunale di Firenze dichiarò il film non osceno, consentendone di nuovo la proiezione su tutto il territorio nazionale, assolvendo gli attori, il regista e l'amministratore della società produttrice per cui erano stati chiesti due mesi di carcere e una multa.
In tribunale, gli imputati commentarono:
(Carmen Villani)
(Guido Leoni)
L'amministratore della società produttrice, Cesare Rau, escluse che l'amplesso fosse rappresentato con troppo verismo, e che il film fu programmato dopo l'approvazione della commissione di censura.

## Accoglienza

### Incassi
Il film incassò 1.553.140.000 lire.

### Critica
(David Grieco, l'Unità, 11 ottobre 1975)
(Giovanni Buttafava, Il patalogo uno. Annuario dello spettacolo, musica, televisione, cinema, teatro, 1979)
(Marco Bertolino ed Ettore Ridola, Vizietti all'italiana. L'epoca d'oro della commedia sexy, 1999)